# Cypress Gardens
Cypress Gardens – jednostka osadnicza w Stanach Zjednoczonych, w stanie Floryda, w hrabstwie Polk.